# Macromeracis epsilon
Macromeracis epsilon är en tvåvingeart som beskrevs av James 1975. Macromeracis epsilon ingår i släktet Macromeracis och familjen vapenflugor. Inga underarter finns listade i Catalogue of Life.